# 1101
Évszázadok: 11. század – 12. század – 13. század
Évtizedek: 1050-es évek – 1060-as évek – 1070-es évek – 1080-as évek – 1090-es évek – 1100-as évek – 1110-es évek – 1120-as évek – 1130-as évek – 1140-es évek – 1150-es évek
Évek: 1096 – 1097 – 1098 – 1099 –  1100 – 1101 – 1102 – 1103 – 1104 – 1105 – 1106

## Események
- május 17. – I. Balduin jeruzsálemi király a genovaiak segítségével beveszi Kaiszareát.[1]
- Az 1101-es keresztes hadjárat mindhárom keresztes serege megsemmisítő vereséget szenved a rúmi szeldzsukoktól és szövetségeseiktől a merszivani, illetve a két heracleai csatában.[2]
- Az altoni békében II. Róbert normandiai herceg, a király bátyja lemond az angol trónról, ezzel I. Henrik angol király uralma megszilárdul.
- IV. Knut dán király szentté avatása.
- I. Henrik angol király bevezeti a yardot mint hosszmértéket.
- II. Paszkál pápa hívei elfogják Theoderich ellenpápát. Hívei pápává választják Albertet.[3]

## Halálozások
- június 22. – I. Roger szicíliai gróf (* 1031)[4]
- július 27. – (III.) Konrád német király (ellenkirály, alsó-lotaringiai herceg), IV. Henrik német-római császár fia (* 1074)
- október 6. – Szent Brúnó, a karthauzi rend alapítója (* 1032 k.)